# Стёфен, Лестер
Лестер Ролло Стёфен (англ. Lester Rollo Stoefen; 30 марта 1911, Де-Мойн, Айова — 8 февраля 1970, Ла-Холья, Калифорния) — американский теннисист и теннисный тренер. Как любитель — трёхкратный победитель турниров Большого шлема в мужском парном разряде, финалист Кубка Дэвиса (1934) в составе сборной США. Как профессионал — двукратный победитель турниров профессионального Большого шлема в парном разряде.

## Спортивная карьера
Лестер Стёфен, чей рост превышал 190 см (по разным источникам, 6 футов и 3 или 4 дюйма), регулярно занимался тяжелоатлетической подготовкой и был обладателем мощной подачи и удара сверху, а также отлично играл у сетки. Начал выступления в 1930 году, а на следующий год выиграл свой первый турнир в Ла-Холье. В 1931 году состоялся также дебют Стёфена в чемпионатах США.
В 1932 году Стёфен выиграл целый ряд турниров, включая городской чемпионат Лос-Анджелеса (где победил в финале ведущего теннисиста США Эллсуорта Вайнза), чемпионат Южной Калифорнии и чемпионат Северо-Западных штатов в Миннесоте. На чемпионате США он дошёл до четвертьфинала, где проиграл действующему и будущему чемпиону Вайнзу, и по итогам сезона занял шестое место в рейтинге лучших теннисистов-любителей США, составляемом Ассоциацией лаун-тенниса Соединённых Штатов (USLTA).
Стёфен продолжал успешно выступать в 1933 году, когда выиграл чемпионат Южной Калифорнии в помещениях и дошёл до финала ряда других крупных турниров, включая Queen’s Club Championships в Англии. Там же он пробился в четвертьфинал Уимблдонского турнира, где проиграл бывшей первой ракетке мира Анри Коше. На чемпионате США Стёфен прошёл на одну ступень дальше, лишь в полуфинале проиграв будущему чемпиону Фреду Перри. На этом же чемпионате он завоевал первый титул в турнирах Большого шлема: ведущий парный игрок США Джордж Лотт, понаблюдав за его игрой, пришёл к выводу, что они составят образцовую пару на корте. Стёфен принял приглашение Лотта, чьё предсказание оправдалось: вместе они стали чемпионами США. Год Стёфен закончил на третьей позиции в рейтинге USLTA.
За 1934 год Лотт и Стёфен ещё дважды первенствовали в турнирах Большого шлема в мужском парном разряде, вначале выиграв Уимблдон, а затем успешно защитив титул чемпионов США. Они также выиграли чемпионат США в помещениях, в котором Стёфен стал победителем и в одиночном разряде. На Уимблдоне и летнем чемпионате США его остановили в четвертьфиналах соответственно Джек Кроуфорд и Уилмер Эллисон. Стёфен участвовал также в розыгрыше Кубка Дэвиса — первенства мира среди национальных сборных — в составе команды США. Он выиграли все шесть своих встреч за сезон — три в одиночном разряде и три в паре с Лоттом. Они, в частности, принесли единственное очко сборной США в раунде вызова против действующих обладателей кубка — британцев. Стёфен третий раз подряд закончил сезон в первой десятке рейтинга USLTA — на этот раз на пятой позиции, на одно место выше Лотта.
По завершении 1934 года Лотт и Стёфен расстались с любительским теннисом и присоединились к профессиональному теннисному туру Билла О’Брайена, где уже играли Вайнз и знаменитый чемпион 1920-х годов Билл Тилден. По ходу тура Лотт должен был выступать против Тилдена, а Стёфен — против Вайнза; ожидалось также, что новички тура составят достойную конкуренцию ветеранам в парном разряде, чего не хватало зрителям в предыдущем году. Этот прогноз сбылся, и силы в парных встречах оказались практически равными, но в одиночном разряде Стёфену не удалось достойно противостоять Вайнзу. В дни, когда у него получалась подача, борьба была острее, но Вайнз почти неизменно выходил из неё победителем. К концу января счёт в серии матчей между ними был 14-0 в пользу Вайнза, а к концу февраля 25-1. На протяжении февраля, однако, Стёфен был постоянно болен, и даже в парах, где счёт до этого был равным, Вайнз и Тилден повели в серии 20-10. К марту место Стёфена в туре занял немец Ганс Нюсляйн. Позже американец пришёл в себя и достаточно успешно выступал в крупных профессиональных турнирах 1935 года. Он выиграл в паре с Лоттом профессиональный чемпионат США, а на другом турнире так называемого «профессионального Большого шлема» — чемпионате Уэмбли — они проиграли в финале Тилдену и Вайнзу. В одиночном разряде Стёфен в полуфинале чемпионата Уэмбли дал бой действующему чемпиону Вайнзу. Игра дошла до пятого сета, по ходу которого Стёфен вёл 3:0, 4:2 и, наконец, 7:6, в этот момент имея матчбол, но победить не сумел: сет закончился победой Вайнза со счётом 9:7, после чего тот победил в финале Тилдена.
Стёфен, в определённый момент объявивший, что намерен перейти из профессионального тенниса в профессиональный бокс, тем не менее с началом 1936 года возобновил участие в теннисном туре, где снова встречался с Вайнзом. Хотя Вайнз оставался фаворитом в их встречах, они часто доходили до решающего сета, а в отдельных случаях, особенно в период, когда соперник растянул мышцы спины, Стёфену удавалось даже победить. К концу марта 1936 года счёт в их серии был 33-5 в пользу Вайнза. В паре с Лоттом Стёфен до начала тура считался фаворитом против Вайнза и его нового малоизвестного партнёра Беркли Белла, но те смогли преподнести сюрприз и повели в серии 8-1, затем 25-17 и, наконец, 30-19, после чего разрыв уже не сокращался.
На следующий год Стёфен завоевал свой второй титул в турнирах профессионального Большого шлема, снова в парах, победив с Тилденом в финале профессионального чемпионата Франции хозяев корта Анри Коше и Робера Рамийона. Они также дошли до финала в чемпионате Уэмбли, где проиграли Нюсляйну и Мартену Плаа. В 1939 году, накануне начала Второй мировой войны, Стёфен занял второе место в организованном Тилденом турнире «Олимпия» с участием ведущих европейских профессионалов, уступив только Нюсляйну и опередив Коше по разнице сетов. Он также выиграл этот турнир в парном разряде, где его партнёром снова был Тилден.
Стёфен продолжал выступления в американских профессиональных турнирах до вступления США в войну и ненадолго возобновил их после войны, окончательно завершив игровую карьеру в 1946 году. Одновременно с карьерой профессионального игрока в теннис он начал работу тренером и с 1941 года постоянно занимал должность тренера в Пляжном и теннисном клубе Ла-Хольи. Лестер Стёфен умер в 1970 году, в возрасте 58 лет, у себя дома в Ла-Холье от редкого заболевания печени, оставив после себя жену Рут и сыновей Лестера-младшего и Гэри.

## Финалы турниров Большого шлема

### Мужской парный разряд (3-0)
| Результат | Год  | Турнир              | Партнёр     | Соперники в финале          | Счёт в финале     |
| --------- | ---- | ------------------- | ----------- | --------------------------- | ----------------- |
| Победа    | 1933 | Чемпионат США       | Джордж Лотт | Фрэнк Паркер Фрэнк Шилдс    | 11-13 9-7 9-7 6-3 |
| Победа    | 1934 | Уимблдонский турнир | Джордж Лотт | Жан Боротра Жак Брюньон     | 6-2 6-3 6-4       |
| Победа    | 1934 | Чемпионат США (2)   | Джордж Лотт | Джон ван Рин Уилмер Эллисон | 6-4 9-7 3-6 6-4   |

### Смешанный парный разряд (0-1)
| Результат | Год  | Турнир        | Партнёрша      | Соперники в финале         | Счёт в финале |
| --------- | ---- | ------------- | -------------- | -------------------------- | ------------- |
| Поражение | 1934 | Чемпионат США | Элизабет Райан | Хелен Джейкобс Джордж Лотт | 6-4 11-13 2-6 |

## Финалы Кубка Дэвиса (0-1)
| Результат | Год  | Место проведения         | Команда                                   | Соперники в финале                                | Счёт |
| --------- | ---- | ------------------------ | ----------------------------------------- | ------------------------------------------------- | ---- |
| Поражение | 1934 | Уимблдон, Великобритания | США С. Вуд, Дж. Лотт, Л. Стёфен, Ф. Шилдс | Великобритания Г. Ли, Б. Остин, Ф. Перри, П. Хьюз | 1:4  |